# كيري جي. جونسون
كيري جي. جونسون (بالإنجليزية: Kerry G. Johnson)‏ هو مصمم جرافيك وفنان أمريكي، ولد في 30 سبتمبر 1966 في ناشفيل في الولايات المتحدة.